# Justicia flagelliformis
Justicia flagelliformis är en akantusväxtart som beskrevs av Charles Baron Clarke. Justicia flagelliformis ingår i släktet Justicia och familjen akantusväxter. Inga underarter finns listade i Catalogue of Life.